# Campeonato Mundial de Snowboard de 2021 - Snowboard cross equipe misto
A prova do Snowboard cross equipe misto do Campeonato Mundial de Snowboard de 2021 ocorreu no dia 12 de fevereiro em Idre na Suécia. 

## Medalhistas
| Ouro                                        | Prata                                       | Bronze                                                       |
| Austrália · Jarryd Hughes · Belle Brockhoff | Itália · Lorenzo Sommariva · Michela Moioli | França · Léo Le Blé Jaques · Julia Pereira de Sousa Mabileau |

## Resultados
Um total de 32 snowboarders participaram da competição, totalizando 16 equipes de dois integrantes cada. Sendo um masculino e outro feminino. A prova ocorreu no dia 12 de fevereiro. 

### Quartas de final
| Posição | Bib | Nacionalidade              | Snowboarders                                      | Notas |
| ------- | --- | -------------------------- | ------------------------------------------------- | ----- |
| 1       | 1   | Itália 1                   | Lorenzo Sommariva Michela Moioli                  | Q     |
| 2       | 8   | França 2                   | Léo Le Blé Jaques Julia Pereira de Sousa Mabileau | Q     |
| 3       | 9   | Estados Unidos 2           | Alex Deibold Stacy Gaskill                        |       |
| 4       | 16  | Federação Russa de Esqui 2 | Andrey Anisimov Yulia Lapteva                     |       |

| Posição | Bib | Nacionalidade | Snowboarders                  | Notas |
| ------- | --- | ------------- | ----------------------------- | ----- |
| 1       | 14  | Chéquia 1     | Jan Kubičík Eva Samková       | Q     |
| 2       | 3   | Áustria 1     | Jakob Dusek Pia Zerkhold      | Q     |
| 3       | 6   | França 1      | Merlin Surget Chloé Trespeuch |       |
|         | 11  | Alemanha 1    | Martin Nörl Jana Fischer      | DNS   |

| Posição | Bib | Nacionalidade | Snowboarders                   | Notas |
| ------- | --- | ------------- | ------------------------------ | ----- |
| 1       | 4   | Itália 2      | Omar Visintin Raffaella Brutto | Q     |
| 2       | 13  | Canadá 2      | Liam Moffatt Zoe Bergermann    | Q     |
| 3       | 12  | Suíça 2       | Nick Watter Aline Albrecht     |       |
| 4       | 5   | Canadá 1      | Éliot Grondin Meryeta O'Dine   |       |

| Posição | Bib | Nacionalidade              | Snowboarders                  | Notas |
| ------- | --- | -------------------------- | ----------------------------- | ----- |
| 1       | 2   | Estados Unidos 1           | Hagen Kearney Faye Gulini     | Q     |
| 2       | 7   | Austrália 1                | Jarryd Hughes Belle Brockhoff | Q     |
| 3       | 10  | Suíça 1                    | Kalle Koblet Lara Casanova    |       |
| 4       | 15  | Federação Russa de Esqui 1 | Daniil Dilman Kristina Paul   |       |

### Semifinal
| Posição | Bib | Nacionalidade | Snowboarders                                      | Notas |
| ------- | --- | ------------- | ------------------------------------------------- | ----- |
| 1       | 1   | Itália 1      | Lorenzo Sommariva Michela Moioli                  | Q     |
| 2       | 8   | França 2      | Léo Le Blé Jaques Julia Pereira de Sousa Mabileau | Q     |
| 3       | 4   | Itália 2      | Omar Visintin Raffaella Brutto                    |       |
| 4       | 13  | Canadá 2      | Liam Moffatt Zoe Bergermann                       |       |

| Posição | Bib | Nacionalidade    | Snowboarders                  | Notas |
| ------- | --- | ---------------- | ----------------------------- | ----- |
| 1       | 7   | Austrália 1      | Jarryd Hughes Belle Brockhoff | Q     |
| 2       | 2   | Estados Unidos 1 | Hagen Kearney Faye Gulini     | Q     |
| 3       | 14  | Chéquia 1        | Jan Kubičík Eva Samková       |       |
| 4       | 3   | Áustria 1        | Jakob Dusek Pia Zerkhold      |       |

### Final
Pequena final
| Posição | Bib | Nacionalidade | Snowboarders                   | Notas |
| ------- | --- | ------------- | ------------------------------ | ----- |
| 5       | 14  | Chéquia 1     | Jan Kubičík Eva Samková        |       |
| 6       | 4   | Itália 2      | Omar Visintin Raffaella Brutto |       |
| 7       | 3   | Áustria 1     | Jakob Dusek Pia Zerkhold       | DNF   |
| 8       | 13  | Canadá 2      | Liam Moffatt Zoe Bergermann    | DNF   |

Grande final
| Posição           | Bib | Nacionalidade    | Snowboarders                                      | Notas |
| ----------------- | --- | ---------------- | ------------------------------------------------- | ----- |
| Medalha de ouro   | 7   | Austrália 1      | Jarryd Hughes Belle Brockhoff                     |       |
| Medalha de prata  | 1   | Itália 1         | Lorenzo Sommariva Michela Moioli                  |       |
| Medalha de bronze | 8   | França 2         | Léo Le Blé Jaques Julia Pereira de Sousa Mabileau |       |
| 4                 | 2   | Estados Unidos 1 | Hagen Kearney Faye Gulini                         |       |

Legenda
| Recorde mundial       | Recorde mundial (World record)               |                       | Recorde africano                      | Recorde africano (African) |                                           | Q | Classificado por posição (Qualified) |
| Recorde do campeonato | Recorde do campeonato (Championship record)  | Recorde da América    | Recorde da América (Americas)         | q                          | Classificado por melhor tempo (Qualified) |   |                                      |
| Melhor marca do ano   | Melhor marca do ano (World leading)          | Recorde asiático      | Recorde asiático (Asian)              | DNS                        | Não largou (Did not start)                |   |                                      |
| Recorde nacional      | Recorde nacional (National record)           | Recorde europeu       | Recorde europeu (European)            | DNF                        | Não terminou (Did not finish)             |   |                                      |
| Recorde pessoal       | Recorde pessoal do atleta (Personal best)    | Recorde da Oceania    | Recorde da Oceania (Oceania)          | DSQ / DQ                   | Desclassificado (Disqualified)            |   |                                      |
| Recorde da temporada  | Recorde da temporada do atleta (Season best) | Recorde sul-americano | Recorde sul-americano (South America) | NM                         | Sem marca (No mark)                       |   |                                      |